# Canton de Saint-Quentin-Sud
Le canton de Saint-Quentin-Sud est une ancienne division administrative française située dans le département de l'Aisne et la région Picardie.

## Histoire

### Avant le redécoupage de 2015
Le canton de Saint-Quentin-Sud a été créé en 1973 avec la division du canton de Saint-Quentin. La ville de Saint-Quentin est le chef-lieu de ce canton mais elle est devenue une fraction cantonale. Cette fraction comprend en outre la partie de la commune de Saint-Quentin située sur une ligne définie par l'axe des voies et limites suivantes : rue de Cambrai, rue John-Kennedy, rue Thiers, rue du Colonel-Fabien, rue des Glaces, rue Richelieu, boulevard Roosevelt, boulevard Gambetta, rue de Crimée, avenue du Général-de-Gaulle, rue du Général-Leclerc (jusqu'au pont du canal), canal de Saint-Quentin (jusqu'à hauteur de l'avenue Aristide-Briand) et limite avec la commune de Rouvroy,. Le canton est composé de 6 seule commune au total.

### Redécoupage de 2015
Un nouveau découpage territorial de l'Aisne entre en vigueur en mars 2015, défini par le décret du 21 février 2014 , en application des lois du 17 mai 2013 (loi organique 2013-402 et loi 2013-403). Les conseillers départementaux sont, à compter de ces élections, élus au scrutin majoritaire binominal mixte. Les électeurs de chaque canton élisent au Conseil départemental, nouvelle appellation du Conseil général, deux membres de sexe différent, qui se présentent en binôme de candidats. Les conseillers départementaux sont élus pour 6 ans au scrutin binominal majoritaire à deux tours, l'accès au second tour nécessitant 10 % des inscrits au 1er tour. En outre la totalité des conseillers départementaux est renouvelée. Ce nouveau mode de scrutin nécessite un redécoupage des cantons dont le nombre est divisé par deux avec arrondi à l'unité impaire supérieure. Dans l'Aisne, le nombre de cantons passe ainsi de 42 à 21. Le canton de Saint-Quentin-Sud ne fait pas partie des cantons conservés du département. 
Le canton disparait lors des élections départementales de mars 2015. L'ensemble des communes est rattaché au nouveau canton de Saint-Quentin-3 sauf la fraction cantonale qui est modifiée.

## Administration
| Période | Période | Identité            | Étiquette    | Qualité                                              |
| ------- | ------- | ------------------- | ------------ | ---------------------------------------------------- |
| 1973    | 2008    | Serge Monfourny     | PCF puis IDG | Professeur de collège Maire de Gauchy (1972-2008)    |
| 2008    | 2015    | Jean-Claude Capelle | IDG          | Adjoint au Maire puis Conseiller municipal de Gauchy |

## Composition
Le canton de Saint-Quentin-Sud a groupé 6 communes et a compté 26 690 habitants en 2012.
| Code Insee | Nom                       | Population (hab.)                 |
| ---------- | ------------------------- | --------------------------------- |
| 02691      | Saint-Quentin (Chef-lieu) | Fraction: 16 808 Commune : 56 217 |
| 02340      | Gauchy                    | 5 356                             |
| 02371      | Harly                     | 1 688                             |
| 02383      | Homblières                | 1505                              |
| 02481      | Mesnil-Saint-Laurent      | 451                               |
| 02549      | Neuville-Saint-Amand      | 882                               |

## Démographie
| 1975 | 1982   | 1990   | 1999   | 2006   | 2007   | 2008   | 2009   | 2010   |
| ---- | ------ | ------ | ------ | ------ | ------ | ------ | ------ | ------ |
| -    | 27 855 | 27 887 | 27 887 | 26 783 | 26 694 | 26 730 | 26 707 | 26 735 |

| 2011   | 2012   | - | - | - | - | - | - | - |
| ------ | ------ | - | - | - | - | - | - | - |
| 26 769 | 26 690 | - | - | - | - | - | - | - |